# Marco Valerio Massimo Corrino
Marco Valerio Massimo Corrino (fl. IV secolo a.C.) è stato un politico romano.

## Biografia
Fu eletto console nel 312 a.C., con il collega Publio Decio Mure. A Marco Valerio fu affidata la campagna contro i Sanniti, che però non portò a nessun accadimento degno di nota, mentre a Decio, la preparazione di una campagna contro gli Etruschi, che sembrava, si stessero riarmando.